# Cầu diệp boulbett
Cầu diệp boulbett (danh pháp hai phần: Bulbophyllum boulbetii) là một loài phong lan thuộc chi Bulbophyllum. Đây là loài đặc hữu của Việt Nam.